# Klaas De Rock
Klaas De Rock (Gent, 26 september 1993) is een Belgische voetballer. Hij speelt voor Londerzeel SK.

## Carrière
De Rock genoot zijn jeugdopleiding bij RC Gavere, KFC Gavere-Asper, KSV Oudenaarde en Zulte Waregem. Op 31 oktober 2012 maakte hij zijn officiële debuut in het eerste elftal van Zulte Waregem: in de competitiewedstrijd tegen Sporting Charleroi viel hij in de 79e minuut in voor Franck Berrier. Twee jaar later keerde hij terug naar KSV Oudenaarde, waar hij twee seizoenen in Derde klasse speelde. De Rock speelde vervolgens drie jaar bij Eendracht Aalst, waar hij na afloop van de seizoenen 2016/17 en 2017/18 door de supporters werd verkozen tot Speler van het seizoen.

## Statistieken
| Seizoen | Club               | Land   | Competitie             | Wed. | Goals |
| ------- | ------------------ | ------ | ---------------------- | ---- | ----- |
| 2012/13 | SV Zulte Waregem   | België | Eerste klasse          | 1    | 0     |
| 2013/14 | SV Zulte Waregem   | België | Eerste klasse          | 0    | 0     |
| 2014/15 | KSV Oudenaarde     | België | Derde klasse           | 32   | 8     |
| 2015/16 | KSV Oudenaarde     | België | Derde klasse           | 16   | 3     |
| 2016/17 | SC Eendracht Aalst | België | Tweede klasse amateurs | 36   | 19    |
| 2017/18 | SC Eendracht Aalst | België | Eerste klasse amateurs | 28   | 18    |
| 2018/19 | SC Eendracht Aalst | België | Eerste klasse amateurs | 20   | 4     |
| 2019/20 | KSKV Zwevezele     | België | Tweede klasse amateurs | 23   | 12    |
| 2020/21 | KSKV Zwevezele     | België | Tweede klasse amateurs | 3    | 1     |
| 2021/22 | KFC Merelbeke      | België | Tweede klasse amateurs | 18   | 2     |
| 2022/23 | Londerzeel SK      | België | Tweede klasse amateurs |      |       |
|         |                    |        | Totaal                 | 177  | 67    |

Bijgewerkt op 3 oktober 2022